# Bracon isomera
Bracon isomera är en stekelart som först beskrevs av Joseph Augustine Cushman 1931.  Bracon isomera ingår i släktet Bracon och familjen bracksteklar. Inga underarter finns listade.